# 王珣 (元朝)
王珣（1177年—1224年），字君宝，契丹族。本姓耶律，义州开义县（今辽宁省义县東南）人。金朝末年政治人物，世代为辽朝大族。
他祖父耶律成在金朝正隆末年，因避移剌窝斡之兵迁居辽西，才改姓王，定居义州开义。父亲王伯俊。伯父王伯亨无子，以为嗣子。王珣善骑射，武力超人，善长击鞠，即一种用来踢打玩耍的球。貌黑，人称“哈喇元帅”。金朝末年，聚宗族、遗民十余万，据地自保。1215年，率吏民归附蒙古帝国太师国王木华黎。被授为元帅，兼领义州、川州（今辽宁省北票市）二州事。1216年，协助木华黎镇压张致。又克锦州，破义州，在义州战败杨伯杰。1217年，以功入朝成吉思汗，赐金虎符，加金紫光禄大夫，被授为兵马都元帅，镇远东便宜行事，兼义、川等州节度使。史称他为政简易，赏罚明信。后跟随木华黎兵略占山东，至满城（今河北省满城县）。1224年正月去世，其子王荣祖。